# Фаннемель, Андерс
А́ндерс Фа́ннемель (норв. Anders Fannemel; родился 13 мая 1991 года, Хорниндал, Согн-ог-Фьюране, Норвегия) — норвежский прыгун с трамплина, чемпион мира 2015 года, экс-обладатель мирового рекорда по прыжкам на лыжах — 251,5 м (с 15 февраля 2015 по 18 марта 2017).

## Спортивная карьера
8 сентября 2007 года дебютировал в кубке FIS в Фалуне. А 13 сентября 2008 года впервые появился в летнем Континентальном кубке в Лиллехаммере. 9 декабря того же года дебютировал в Континентальном кубке. Андерс Фаннемель впервые выступил в Кубке мира 5 декабря 2009 года в Лиллехаммере. Впервые поднялся на подиум Кубка мира 11 февраля 2012 года, заняв 1-е место в командных соревнованиях. А  в том же году, 25 ноября, занял 2-е место в индивидуальных соревнованиях в Лиллехаммере. 
Экс-обладатель мирового рекорда по прыжкам на лыжах — 251,5 м на трамплине Викерсундбаккен в Викерсунде 15 февраля 2015 года. 

## Результаты

### Олимпийские игры
| Место | Дата            | Место проведения | Трамплин      | К-Точка | Хил Сайз | Вид  | Прыжок 1 | Прыжок 2 | Очки          | Победитель  |
| ----- | --------------- | ---------------- | ------------- | ------- | -------- | ---- | -------- | -------- | ------------- | ----------- |
| 15    | 9 февраля 2014  | Красная Поляна   | Русские Горки | K-95    | HS-106   | Инд. | 98,0 м   | 98,5 м   | 249,1         | Камиль Стох |
| 5     | 15 февраля 2014 | Красная Поляна   | Русские Горки | K-125   | HS-140   | Инд. | 132,0 м  | 132,0 м  | 264,3         | Камиль Стох |
| 6     | 17 февраля 2014 | Красная Поляна   | Русские Горки | K-125   | HS-140   | Ком. | 129,5 м  | 133,0 м  | 990,7 (248,8) | Германия    |

### Чемпионат мира по полётам на лыжах
| Место | Дата               | Место проведения | Трамплин        | К-Точка | Хил Сайз | Вид  | Прыжок 1 | Прыжок 2 | Очки           | Победитель    |
| ----- | ------------------ | ---------------- | --------------- | ------- | -------- | ---- | -------- | -------- | -------------- | ------------- |
| 13    | 24-25 февраля 2012 | Викерсунд        | Викерсундбаккен | K-195   | HS-225   | Инд. | 244,5 м  | 179,5 м  | 329,5          | Роберт Кранец |
| 4     | 26 февраля 2012    | Викерсунд        | Викерсундбаккен | K-195   | HS-225   | Ком. | 206,5 м  | 199,0 м  | 1542,2 (390,6) | Австрия       |

### Чемпионат мира среди юниоров
| Место | Дата           | Место проведения | Трамплин   | К-Точка | Хил Сайз | Вид  | Прыжок 1 | Прыжок 2 | Очки          | Победитель         |
| ----- | -------------- | ---------------- | ---------- | ------- | -------- | ---- | -------- | -------- | ------------- | ------------------ |
| 11    | 28 января 2010 | Хинтерцартен     | Адлершанце | K-95    | HS-108   | Инд. | 95,5 м   | 103,5 м  | 244,5         | Михаэль Хайбёк     |
| 11    | 30 января 2010 | Хинтерцартен     | Адлершанце | K-95    | HS-108   | Ком. | 100,5 м  | —        | 315,0 (125,0) | Австрия            |
| 4     | 28 января 2011 | Отепя            | Техванди   | K-90    | HS-100   | Инд. | 89,5 м   | 98,0 м   | 241,0         | Владимир Зографски |
| 3     | 30 января 2011 | Отепя            | Техванди   | K-90    | HS-100   | Ком. | 89,0 м   | 88,0 м   | 876,0 (219,0) | Австрия            |

### Кубок мира

#### Генеральная классификация
| Сезон   | Место |
| ------- | ----- |
| 2009/10 | 60    |
| 2011/12 | 25    |
| 2012/13 | 26    |
| 2013/14 | 23    |

#### Подиумы
| Дата           | Место проведения | Трамплин           | К-Точка | Хил Сайз | Вид  | Прыжок 1 | Прыжок 2 | Очки  | Место | Победитель         |
| -------------- | ---------------- | ------------------ | ------- | -------- | ---- | -------- | -------- | ----- | ----- | ------------------ |
| 25 ноября 2012 | Лиллехаммер      | Лисгардсбаккен     | K-123   | HS-138   | Инд. | 140,0 м  | 134,0 м  | 275,4 | 2     | Грегор Шлиренцауэр |
| 1 марта 2014   | Лахти            | Салпаусселькя      | K-116   | HS-130   | Ком. | 133,0 м  | 120,0 м  | 246,2 | 3     | Австрия            |
| 23 марта 2014  | Планица          | Блудкова Великанка | K-125   | HS-139   | Ком. | 130,5 м  | 129,0 м  | 255,8 | 3     | Австрия            |

#### Выступление в Кубке мира
| 2013/14 Итоги | 2013/14 Итоги | Германия | Германия | Финляндия | Норвегия | Норвегия | Норвегия | Германия | Германия | Швейцария | Швейцария | Германия | Германия | Австрия | Австрия | Австрия | Австрия | Польша | Польша | Польша | Япония | Япония | Германия | Германия | Швеция | Финляндия | Финляндия | Финляндия | Финляндия | Норвегия | Норвегия | Словения | Словения | Словения |
| Очков         | Место         | Ком      | Инд      | Инд       | Ком      | Инд      | Инд      | Инд      | Инд      | Инд       | Инд       | Т4Т      | Т4Т      | Т4Т     | Т4Т     | Пол     | Пол     | Инд    | Ком    | Инд    | Ком    | Инд    | Ком      | Инд      | Инд    | Инд       | Ком       | Инд       | Инд       | Инд      | Инд      | Инд      | Ком      | Инд      |
| 328           | 23            | 6        | 29       | Q         | —        | 17       | Q        | 31       | 41       | 10        | 7         | Q        | 4        | 36      | 7       | 20      | 5       | 26     | 5      | 28     | —      | —      | —        | —        | 6      | 17        | 3         | 35        | 33        | 36       | Q        | 12       | 3        | 11       |

| 2012/13 Итоги | 2012/13 Итоги | Норвегия | Норвегия | Финляндия | Финляндия | Россия | Россия | Швейцария | Швейцария | Германия | Германия | Австрия | Австрия | Польша | Польша | Норвегия | Норвегия | Чехия | Чехия | Германия | Германия | Норвегия | Словения | Словения |
| Очков         | Место         | Инд      | Инд      | Ком       | Инд       | Инд    | Инд    | Инд       | Инд       | Т4Т      | Т4Т      | Т4Т     | Т4Т     | Инд    | Инд    | Пол      | Пол      | Пол   | Пол   | Инд      | Пол      | Инд      | Пол      | Пол      |
| 298           | 26            | 6        | 2        | 4         | 49        | 33     | 19     | 18        | 46        | 22       | 20       | 38      | 26      | 9      | 14     | 15       | 19       | 12    | 12    | 41       | 32       | 46       | 26       | 27       |

#### Турне четырёх трамплинов

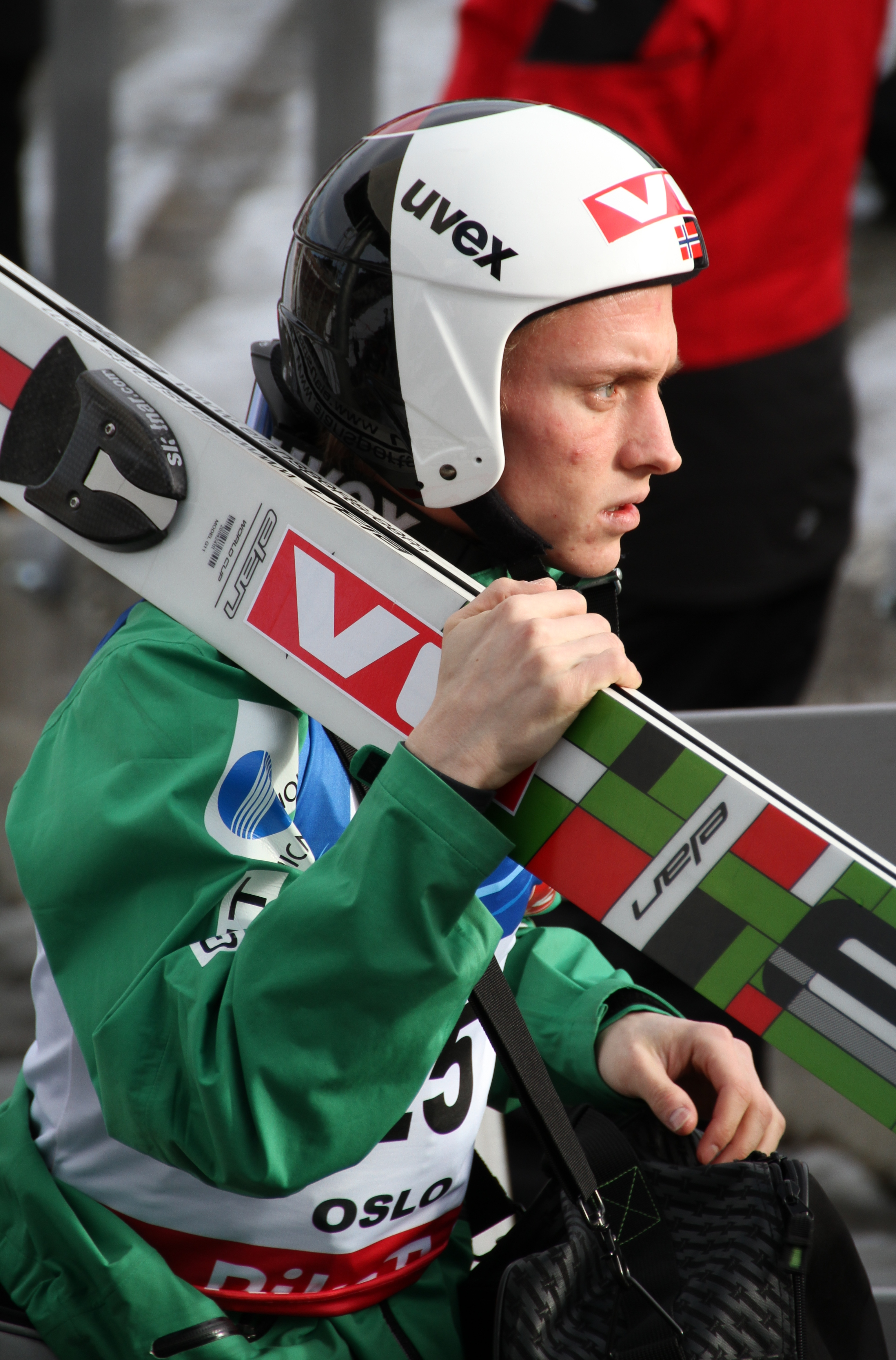
Андерс Фаннемель в Хольменколлене во время проведения Этапа Кубка мира

##### Генеральная классификация
| Сезон   | Место |
| ------- | ----- |
| 2012/13 | 18    |
| 2013/14 | 31    |

#### Кубок мира по полётам на лыжах

##### Генеральная классификация
| Сезон   | Место |
| ------- | ----- |
| 2011/12 | 16    |
| 2012/13 | 21    |
| 2013/14 | 10    |

### Летнее Гран-При

#### Генеральная классификация
| Сезон | Место |
| ----- | ----- |
| 2011  | 20    |
| 2012  | 11    |
| 2013  | 60    |

#### Подиумы
| Дата             | Место проведения | Трамплин      | К-Точка | Хил Сайз | Прыжок 1 | Прыжок 2 | Очки  | Место | Победитель |
| ---------------- | ---------------- | ------------- | ------- | -------- | -------- | -------- | ----- | ----- | ---------- |
| 30 августа 2011  | Алма-Ата         | Горный Гигант | K-125   | HS-140   | 125,5 м  | 134,0 м  | 250,5 | 3     | Юрий Тепеш |
| 22 сентября 2012 | Алма-Ата         | Горный Гигант | K-125   | HS-140   | 134,0 м  | 129,0 м  | 252,9 | 2     | Юрий Тепеш |

### Континентальный Кубок

#### Генеральная классификация
| Сезон   | Место |
| ------- | ----- |
| 2008/09 | 153   |
| 2009/10 | 75    |
| 2010/11 | 88    |
| 2011/12 | 20    |

#### Подиумы
| Дата           | Место проведения | Трамплин        | К-Точка | Хил Сайз | Прыжок 1 | Прыжок 2 | Очки  | Место | Победитель     |
| -------------- | ---------------- | --------------- | ------- | -------- | -------- | -------- | ----- | ----- | -------------- |
| 4 февраля 2012 | Броттероде       | Инсельбергшанце | K-105   | HS-117   | 120,0 м  | 114,5 м  | 269,1 | 1     | —              |
| 5 февраля 2012 | Броттероде       | Инсельбергшанце | K-105   | HS-117   | 115,5 м  | 114,0 м  | 266,1 | 2     | Михаэль Хайбёк |

### Летний Континентальный Кубок

#### Генеральная классификация
| Сезон | Место |
| ----- | ----- |
| 2008  | 38    |
| 2009  | 18    |
| 2010  | 15    |
| 2011  | 6     |

#### Подиумы
| Дата             | Место проведения | Трамплин          | К-Точка | Хил Сайз | Прыжок 1 | Прыжок 2 | Очки  | Место | Победиттель       |
| ---------------- | ---------------- | ----------------- | ------- | -------- | -------- | -------- | ----- | ----- | ----------------- |
| 23 августа 2009  | Лиллехаммер      | Лисгардсбаккен    | K-123   | HS-138   | 137,5 м  | 134,5 м  | 277,3 | 1     | —                 |
| 2 октября 2010   | Висла            | Малинка           | K-120   | HS-134   | 131,0 м  | 133,0 м  | 272,2 | 1     | —                 |
| 3 октября 2010   | Висла            | Малинка           | K-120   | HS-134   | 134,0 м  | 134,5 м  | 279,8 | 1     | —                 |
| 10 июля 2011     | Штамс            | Бруннентальшанцен | K-105   | HS-115   | 109,5 м  | 113,5 м  | 253,9 | 2     | Петер Превц       |
| 10 сентября 2011 | Тронхейм         | Гранасен          | K-123   | HS-140   | 133,0 м  | 127,5 м  | 256,6 | 2     | Александер Знишол |